# Frankby
Frankby – osada w Anglii, w hrabstwie ceremonialnym Merseyside, w dystrykcie metropolitalnym Wirral. Leży 11 km na zachód od centrum Liverpool i 291 km na północny zachód od Londynu. W 2001 miejscowość liczyła 310 mieszkańców.